# 초벽

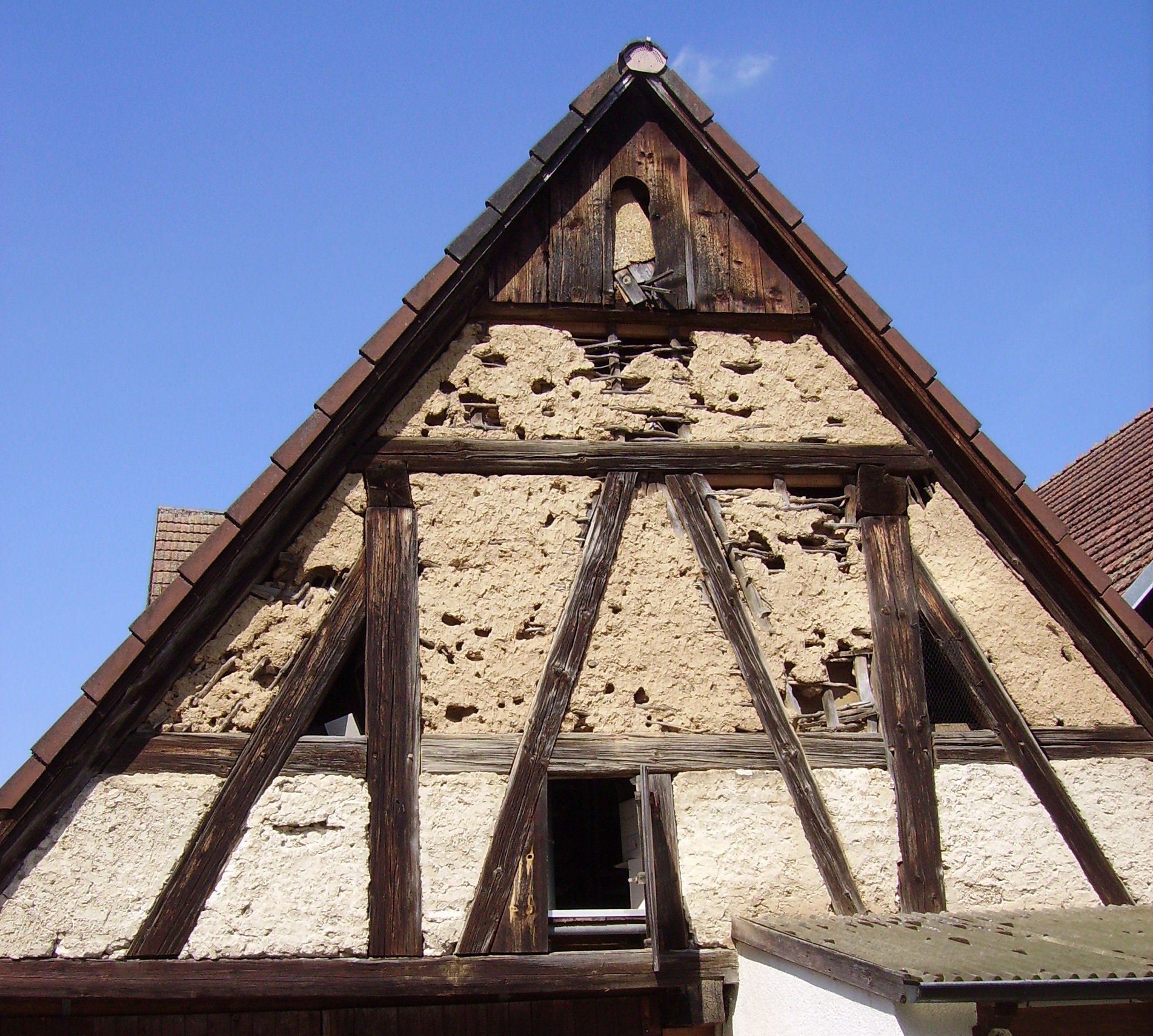
나무 프레임의 와틀과 도브

초벽(Wattle and daub)은 벽과 건물을 만드는 데 사용되는 복합 재료 건축 방식으로, 욋가지(wattle)로 격자를 짠 뒤 젖은 흙, 점토, 모래, 동물의 배설물 및 짚의 조합으로 만들어진 점성이 있는 재료를 발라서 작업한다. 인류 문명에서 적어도 6,000년 이상 사용되어 왔으며, 여전히 사용되고 있는 건설 방법이다.

## 역사

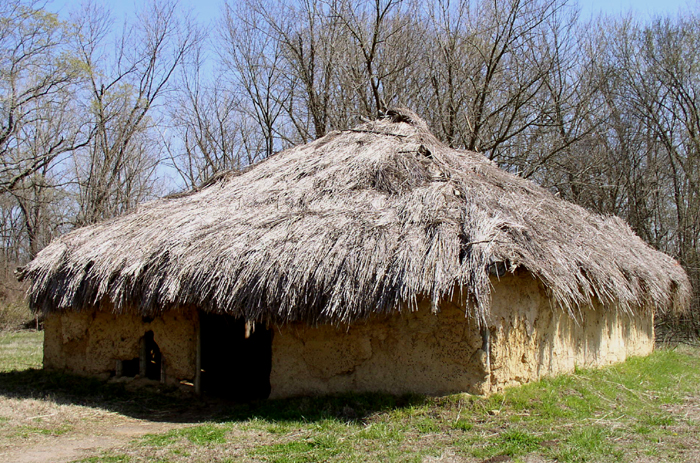
미시시피 시대에 북미 원주민이 사용한 초벽집

초벽 기술은 신석기 시대에 이미 사용되고 있었다. 아시아 뿐 아니라 중부 유럽과 북미(미시시피 문화) 및 남미에서도 그 흔적이 발견된다. 아프리카에서는 아샨티인 등의 전통 가옥에서 흔히 볼 수 있다.
또한 기원 전 5천년 경 고대 이집트의 메림데 및 엘 오마리(El Omari)와 같은 유적지에서도 나타난다. 고대 이집트에서는 첫 번째 왕조가 시작될 때까지 선호되는 건축 방식이었으며 신왕국과 그 이후까지도 사용되었다.

## 같이 보기
- 목골조
- 어도비
- 판축

## 참고 문헌
- Robert, Alex (1973). “Architectural features of houses at the Mitchell Site (39DV2), Eastern South Dakota”. 《Plains Anthropologist》 18: 149–159. doi:10.1080/2052546.1973.11908658. JSTOR 25667144.